# Рёнхап
«Рёнхап» или «Йонхап» (Yonhap News, кор. 연합뉴스 — Ёнхап нюсы) — крупнейшее информационное агентство Республики Кореи. Публикует новостные статьи, фотографии и другую информацию из газет, телевизионных сетей и других средств массовой информации в Республике Корее.

## История
Агентство «Рёнхап» (слово «ёнхап» означает «объединённый») было создано 19 декабря 1980 года путём слияния агентства «Хаптон» и «Тонъян». Поддерживает соглашения с 78 информационными агентствами мира. Также в 2002 году заключило соглашение об обмене информацией с Центральным телеграфным агентством КНДР. «Рёнхап» — единственное корейское СМИ, которое работает с зарубежными партнёрами, а также предоставляет ограниченную, но расположенную в свободном доступе, подборку новостей на сайте на корейском, английском, китайском, японском, испанском, арабском и французском языках.
«Рёнхап» было главным агентством Летних Олимпийских игр 1988 года. Было избрано президентом совета Организации Азиатско-Тихоокеанского региона информационных агентств (OANA) в период с 2019 по 2022 год.
«Рёнхап» — крупнейшее агентство в стране, имеет более 60 корреспондентов за рубежом и 580 журналистов по всей стране. Его крупнейшим акционером является Корейская комиссия информационных агентств.
В 2003 году правительство Республики Кореи приняло закон, дающий финансовую и методическую помощь агентству, для усиления персонала и предоставления оборудования. В законодательстве также отводится роль «продвижения имиджа страны» для международной аудитории.
В 2016 году во время встречи с послом Российской Федерации Тимониным директор агентства заявлял, что рассматривает вопрос о создании в своей структуре русской службы, которая будет отвечать за перевод новостей на русский язык.